# لبنان في الألعاب الأولمبية الصيفية 1960
شارك لبنان في دورة الألعاب الأولمبية الصيفية لعام 1960 في روما بإيطاليا. عادت بعثة لبنان للمشاركة في الألعاب الاولمبية بعد مقاطعة الألعاب الأولمبية الصيفية لعام 1956 بسبب تورط بريطانيا وفرنسا في أزمة السويس. شارك 19 متنافسًا ، جميعهم رجال ، في 15 حدثًا في 6 رياضات. 

## سياج
أربعة مبارزين مثلو لبنان في دورة عام 1960.
الرجال épée
- ابراهيم عثمان
- ميشال سايكالي
- محمد رمضان

فريق الرجال épée
- ابراهيم عثمان ، محمد رمضان ، ميشال الصيكالي ، حسن السعيد

## الرماية
مثل لبنان عام 1960 ثلاثة رماة.
بندقية 50 م عرضة
- عبد الله جارودي الابن

فخ
- إلياس سلهب
- موريس تابت

## مصارعة
ناظم أمين

## روابط خارجية
- التقارير الأولمبية الرسمية